# Lee Ki-joon
Lee Ki-joon (kor. 이기준; * 13. Januar 2001) ist ein südkoreanischer Fußballspieler.

## Karriere
Lee Ki-joon erlernte das Fußballspielen in der Universitätsmannschaft der Jeonju University. Am 24. Januar 2024 unterschrieb er beim thailändischen Erstligisten Chiangrai United seinen ersten Profivertrag. Drei Tage später wechselte er auf Leihbasis zu dem ebenfalls in der ersten Liga spielenden Uthai Thani FC. Sein Profidebüt für den Verein aus Uthai Thani gab er am 6. April 2024 (24. Spieltag) im Heimspiel gegen den Khon Kaen United FC. Bei dem 2:0-Heimsieg wurde er in der 75. Minute für den verletzten Sumanya Purisai eingewechselt. Für den Erstligisten bestritt er drei Ligaspiele. Nach der Ausleihe kehrte er im Sommer 2024 nach Chiangrai zurück. Nach Vertragsende bei dem Erstligisten unterschrieb er im Juli 2024 einen Vertrag beim Drittligisten Chiangrai City FC. Mit dem Verein spielte er zehnmal in der Northern Region der Liga. Nach der Hinrunde wurde sein Vertrag im Dezember 2024 nicht verlängert. Im Januar 2025 kehrte er in seine Heimat zurück. Hier schloss er sich in Mokpo dem Drittligisten FC Mokpo an.